# Bonnes, Charente
Bonnes är en kommun i departementet Charente i regionen Nouvelle-Aquitaine i västra Frankrike. Kommunen ligger  i kantonen Aubeterre-sur-Dronne som ligger i arrondissementet Angoulême. År 2022 hade Bonnes 360 invånare.

## Befolkningsutveckling
Antalet invånare i kommunen Bonnes
Referens:INSEE